# 霹雳导弹
霹雳导弹，为一系列中国人民解放军空军所生产并列装的空空导弹。缩写为PL系列。

## 类别

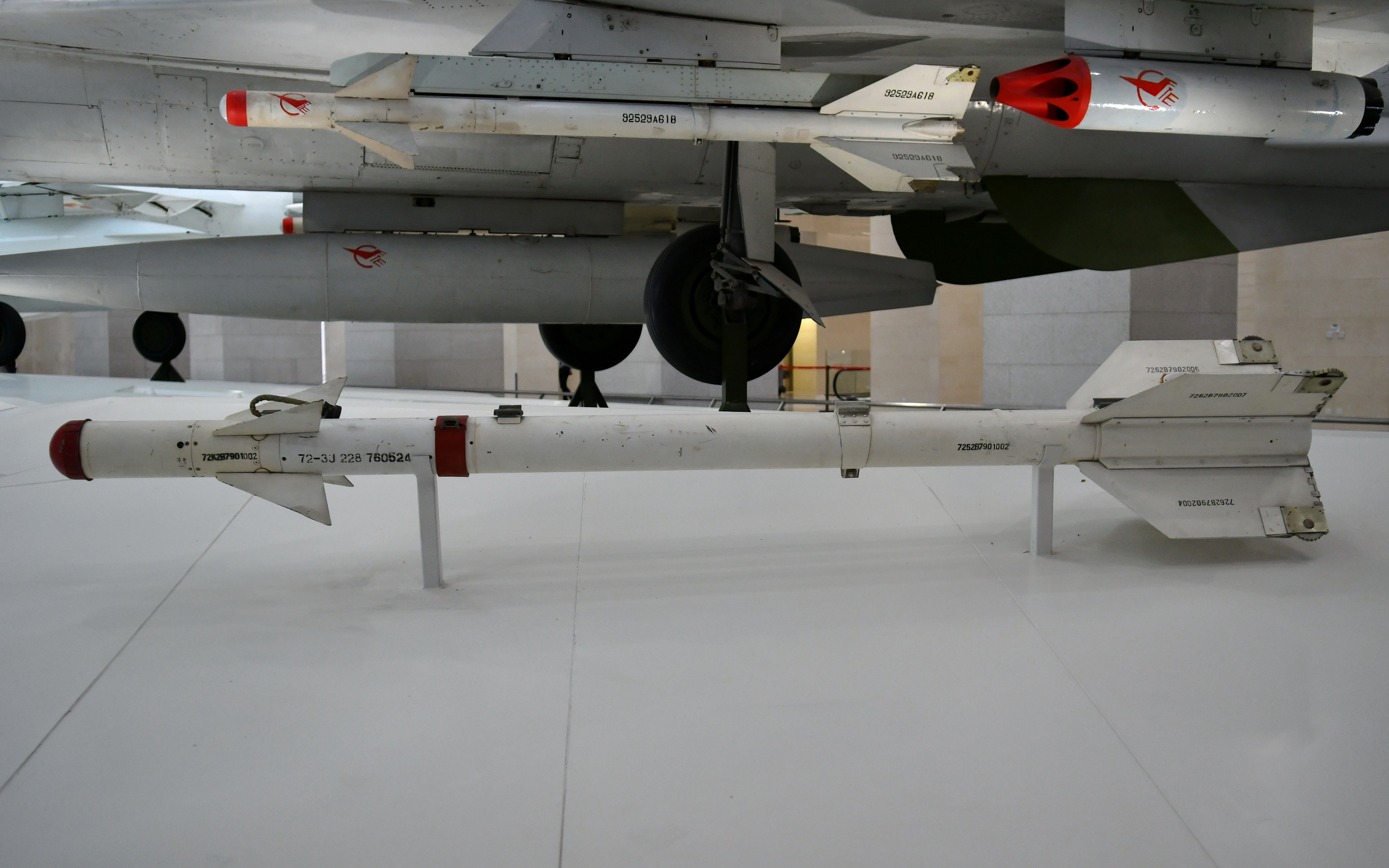
中国人民革命军事博物馆展出的霹雳格斗型空空导弹。

1. PL-1—苏联K-5（AA-1 Alkali）中国版，已退役。
2. PL-2—苏联   K-13（AA-2 Atoll）中国版，已退役。
3. PL-3—PL-2升级而来，未列装。
4. PL-4
5. PL-5—PL-2升级而得。
  - PL-5A—未列装。
  - PL-5B—
  - PL-5C—
  - PL-5E—
6. PL-6
7. PL-7—法国R550 Magic中国版。
8. PL-8—以色列Rafael Python 3中国版。
9. PL-9—出口用。 
  - PL-9C
10. PL-10—紅外線導引格鬥飛彈，2013年初曾被拍攝到在殲-20上作掛載試驗，2015年列装部队。
11. PL-11— 
  - PL-11—出口用。
  - PL-11A—改进版。
  - PL-11B—又称PL-11 AMR，改进版。
  - LY-60—出口用。
12. PL-12（闪电-10）
  - PL-12D
13. PL-15 中远程空空弹
14. PL-16 反辐射弹
15. PL-17 遠程空對空導彈
16. PL-21 遠程空空导弹(实验中）